# نادي الوصيل
'نادي الوصيل' السعودي هو أحد أندية الدرجة الرابعة بمنطقة الرياض في قرية العيينة وقد تأسس عام 1398 هـ. لم يسبق له التأهل إلى دوري المحترفين أو المشاركات المحلية السعودية 

## تشكيلة الفريق الحالية
| الرقم | الجنسية  | المركز | اللاعب             |
| ----- | -------- | ------ | ------------------ |
| --    | السعودية | حارس   | عبد العزيز الموسى  |
| --    | السعودية | حارس   | علي الدوسري        |
| --    | السعودية | حارس   | الوليد العبيد      |
| --    | السعودية | حارس   | ناصر العنزي        |
| --    | السعودية | مدافع  | ناصر السبيعي       |
| --    | السعودية | مدافع  | جمعان الدوسري      |
| --    | السعودية | مدافع  | خالد الدوسري       |
| --    | السعودية | مدافع  | معتز العتيبي       |
| --    | السعودية | مدافع  | محمد بشكور         |
| --    | السعودية | مدافع  | نهار القحطاني      |
| --    | السعودية | مدافع  | ناصر الخطيفي       |
| --    | السعودية | مدافع  | سلطان الزويد       |
| --    | السعودية | وسط    | عبد العزيز الفضيلي |
| --    | السعودية | وسط    | عبد الملك المسيند  |
| --    | السعودية | وسط    | عبد الله الهليل    |

| الرقم | الجنسية  | المركز | اللاعب            |
| ----- | -------- | ------ | ----------------- |
| --    | السعودية | وسط    | عبد العزيز آل دبل |
| --    | السعودية | وسط    | عبد الله الحربي   |
| --    | السعودية | وسط    | عبد الله القحطاني |
| --    | السعودية | وسط    | بندر الجبر        |
| --    | السعودية | وسط    | فهد بوقان         |
| --    | السعودية | وسط    | فهد الدوسري       |
| --    | السعودية | وسط    | حمد الصخابرة      |
| --    | السعودية | وسط    | خالد الفيفي       |
| --    | السعودية | وسط    | محمد أبو دهيم     |
| --    | السعودية | وسط    | نواف الحارثي      |
| --    | السعودية | وسط    | ثامر البيطار      |
| --    | السعودية | وسط    | يوسف الشمري       |
| --    | السعودية | مهاجم  | عبد الله الحويطان |
| --    | السعودية | مهاجم  | بدر القحطاني      |
| --    | السعودية | مهاجم  | سلطان الشمري      |